# Polski Trămbeș
Polski Trămbeș (în bulgară Полски Тръмбеш) este un oraș în partea de nord a Bulgariei, în apropiere de râul Iantra. Aparține de  Obștina Polski Trămbeș, Regiunea Veliko Târnovo.

## Demografie
Componența etnică a orașului Polski Trămbeș
     Turci (6,46%)
     Bulgari (79,81%)
     Nicio identificare (12,08%)
     Altele (1,97%)
La recensământul din 2011, populația orașului Polski Trămbeș era de 4.359 locuitori. Din punct de vedere etnic, majoritatea locuitorilor (79,81%) erau bulgari, cu o minoritate de turci (6,46%). Pentru 12,08% din locuitori nu este cunoscută apartenența etnică.